# 단마치역
단마치역(일본어: 反町駅, たんまちえき)은 일본 가나가와현 요코하마시 가나가와구에 있는 도쿄 급행 전철의 역이다. 역 번호는 TY20이다.

## 역사
- 1926년 2월 14일: 영업 개시.
- 1960년: 역사 개축.
- 2004년 1월 31일: 다음날인 2월 1일부터 요코하마 고속 철도 미나토미라이 선과 상호 직통 운전 개시와 동시에 지하화됨.
- 2006년 3월 28일: 신역사의 사용이 개시되어 개찰구나 자동 매표기 등의 위치가 일부 변경됨.

## 역 구조
섬식 승강장 1면 2선의 지하역이다. 원래는 상대식 승강장 2면 2선의 지상역이었지만 2004년 1월 31일에 지하화되면서 개찰구 층은 지상 1층, 승강장은 지하 4층으로 되었다. 개찰구 층에서 승강장까지 연결되는 에스컬레이터와 엘리베이터가 설치되어 있다.
역사는 지하역 이전 후에도 지상역 시절의 역사를 사용해왔지만, 2006년 3월 28일부터 신역사의 사용이 개시되었다. 구역사는 동년 4월 중에 해체되었고 부지는 녹지 및 산책길로 탈바꿈하였다. 또한, 신역사에 인접한 곳에 상업 시설의 건설도 추진되고 있다.
지상역 시절에는 화장실이 구내에 설치되지 않아 입구 부근에 설치됐었지만 2004년 12월경에 1층 개찰구 내에 신설되었다. 유니버설 디자인의 일환으로서 다기능 화장실도 설치되어 있다.

### 승강장
| 번호 | 노선      | 방향 | 행선                                                                                  |
| ---- | --------- | ---- | ------------------------------------------------------------------------------------- |
| 1    | 도요코 선 | 하행 | 요코하마・ 미나토미라이 선 모토마치·주카가이 방면                                     |
| 2    | 도요코 선 | 상행 | 시부야・ 후쿠토신 선 이케부쿠로・ 세이부 선 도코로자와・ 도부 도조 선 가와고에시 방면 |

## 역 주변
- 국도 제1호선
- 게이힌 급행 전철 게이큐 본선 게이큐 히가시카나가와 역・가나가와역
- JR 동일본 게이힌 도호쿠 선・요코하마 선 히가시카나가와역
- 요코하마 시 교통국 블루 라인 (3호선) 미쓰자와시모초 역 (도보 10분)
- 가나가와 구청
  - 요코하마 시 가나가와 소방서
- 요코하마 단마치 우체국
- 단마치 공원
- 혼가쿠지 절
- 요코하마 은행 단마치 지점
- 요코하마 시립 아오키 초등학교
- 요코하마 시립 구리타야 중학교
- 학교 법인 오하라 학원 요코하마 학원
- 도요코 플라워 녹도
- 일본 복음 루터 요코하마 교회

## 역명의 유래
개통 시, 요코하마 시 아오키초자단마치에 소재한 것에 의한다.

## 사진

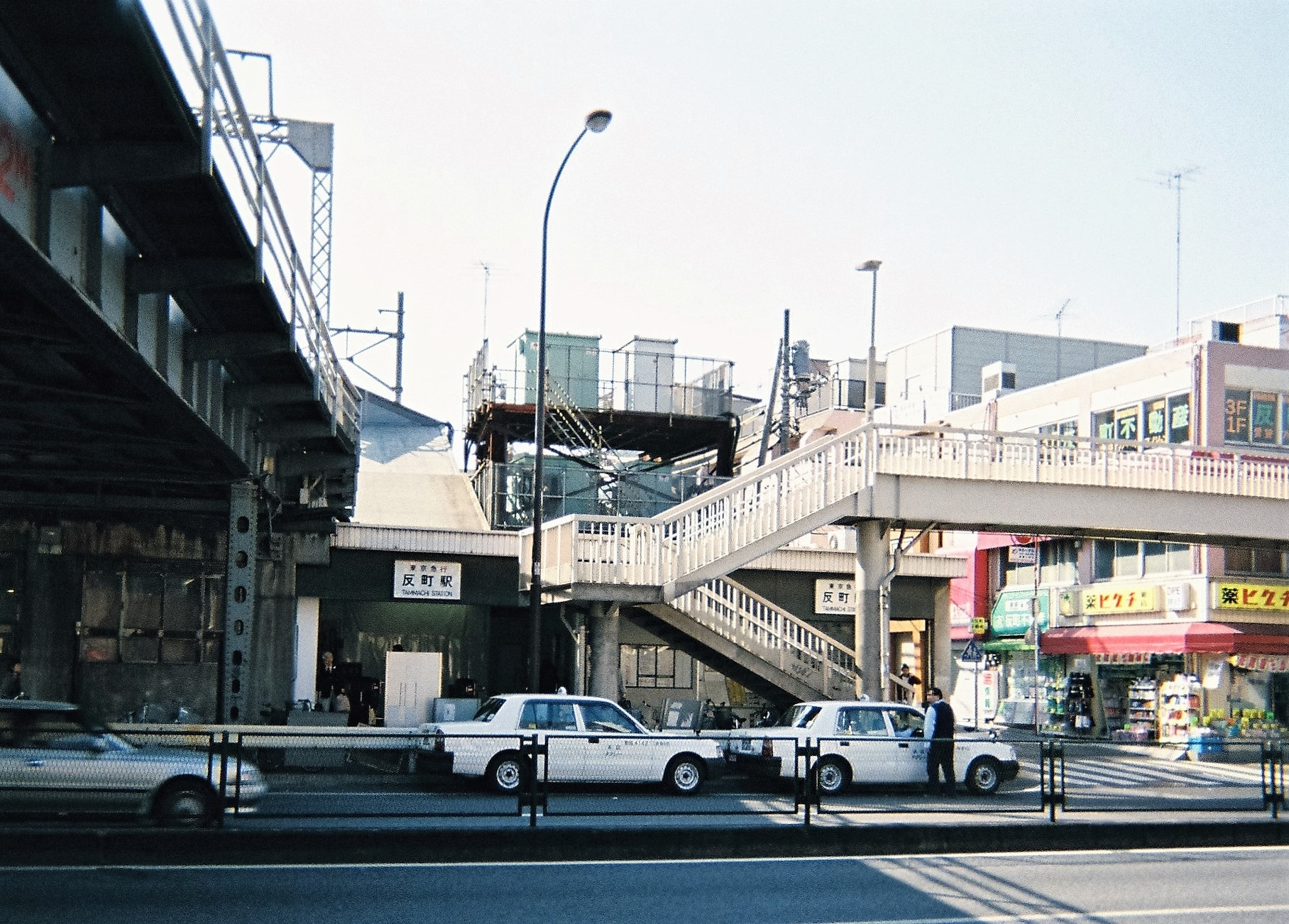
지상역 시절의 역사
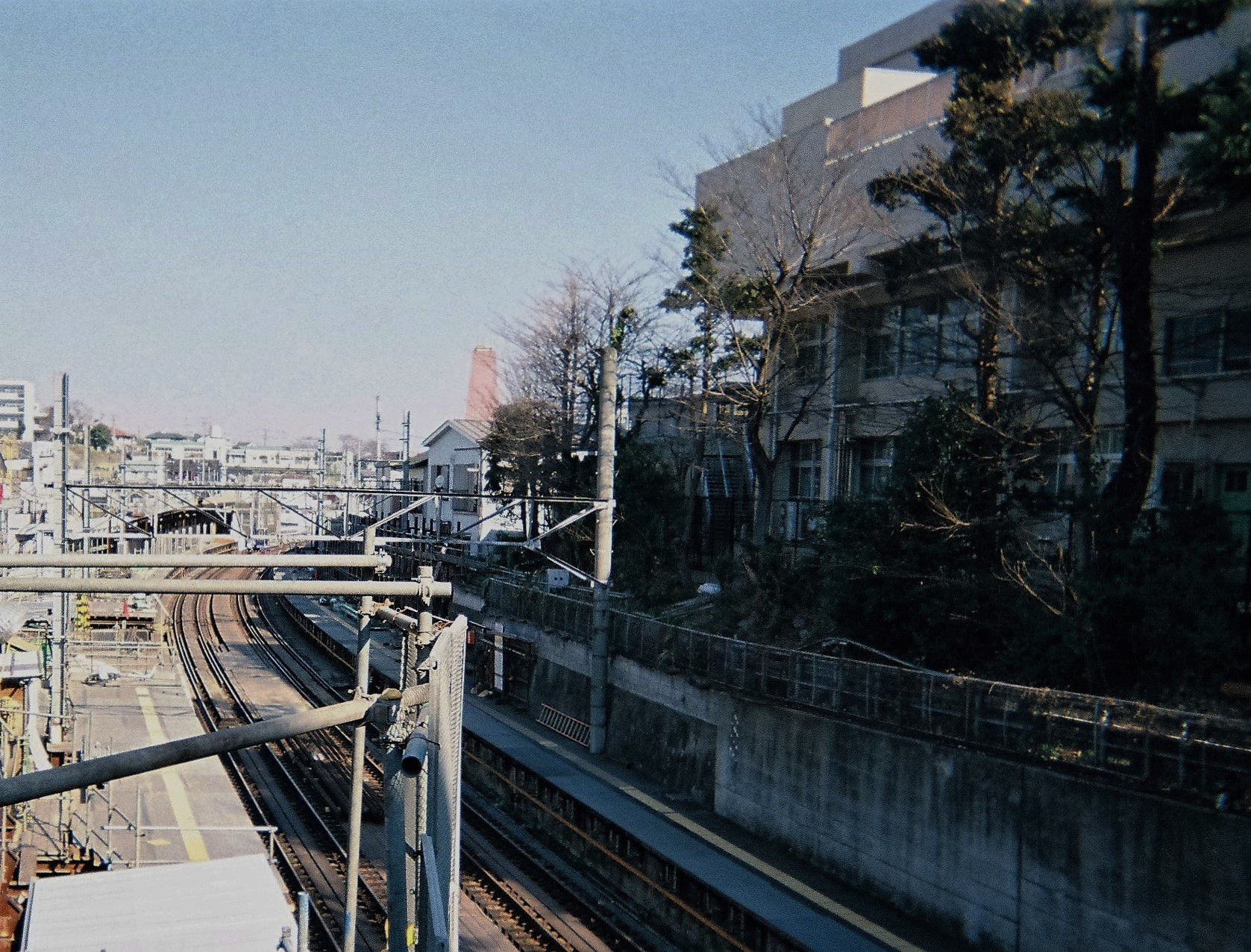
지상역 시절의 승강장

## 인접역
| 도쿄 급행 전철 도요코 선         | 도쿄 급행 전철 도요코 선 | 도쿄 급행 전철 도요코 선     |
| -------------------------------- | ------------------------ | ---------------------------- |
| TY 19 히가시하쿠라쿠 시부야 방면 | ■ 각역정차               | 요코하마 TY 21 요코하마 방면 |